# VarioLF plus/o
VarioLF plus/o je jednosměrná tramvaj od českých firem sdružených v Alianci TW Team (Pragoimex, KOS Krnov, VKV Praha), která je určena pro spřažení do soupravy v obousměrném provozu.

## Historie
Od 70. let 20. století plánovaná tramvajová trať na olomoucká sídliště Povel a Nové Sady se vzhledem k napjatým ročním rozpočtům daří realizovat průběžně teprve od roku 2012. Stavba se však nevyhnula rozdělení do tří realizačních etap, z nichž první dvě postrádají smyčku, takže jsou zakončeny úvraťově. Dopravní podnik města Olomouce proto zadal výběrové řízení pro dodávku čtrnácti kusů jednosměrných tramvají určených pro spřažení do soupravy v obousměrném provozu. Vítězem se staly Krnovské opravny a strojírny s tramvají VarioLF plus/o, cena za jeden vůz má být 21,9 milionu korun bez DPH.

## Konstrukce
Tramvaj vychází z typu VarioLF plus (jedná se o změnu v konstrukci vozidla, nikoliv o nový typ podle legislativy), oproti němuž má vůz v levém boku navíc dvoje dvoukřídlé dveře. Snížená podlaha nad podvozky je díky konstrukci podvozku Komfort plus ve výšce 650 mm nad temenem kolejnice, nízkopodlažní střední část se nachází ve výšce 350 mm.
Elektrická výzbroj Škoda umožňuje i spřažení vozu s tramvají VarioLF s elektrickou výzbrojí Europulse.

## Dodávky
| Současný stát | Město   | Článek | Typ            | Roky dodávek | Počet vozů | Evidenční čísla při dodání | Poznámky | Zdroj |
| ------------- | ------- | ------ | -------------- | ------------ | ---------- | -------------------------- | -------- | ----- |
| Česko         | Olomouc | článek | VarioLF plus/o | 2013         | 14         | 101–114                    |          | [ 4 ] |

## Provoz
Dopravní podnik města Olomouce objednal v roce 2012 celkem 14 vozů, které byly dodány do konce roku 2013. Dodávka prvních dvou tramvají (č. 101 a 102) proběhla v dubnu 2013, během tohoto měsíce absolvovaly zkušební jízdy a do provozu s cestujícími poprvé vyjely 11. května na lince 2 jako sólo vozy. V běžné soupravě (101+102) byly poprvé nasazeny 14. května a v zapojení zadními čely k sobě (tzv. PX) jezdily s cestujícími premiérově 25. května 2013. Jako poslední byla na začátku prosince 2013 dodána dvojice vozů č. 113 a 114. První z nich vyjel do olomouckých ulic ještě koncem toho roku, tramvaj č. 114 pak v polovině ledna 2014.